# Groupement des moyens militaires de transport aérien
Le Groupement des moyens militaires de transport aérien (GMMTA) est une unité militaire aérienne française de la guerre froide, spécialisée dans le transport aérien militaire. Créée le 20 mai 1945 par le colonel Henri Alias, elle disparaît en 1962 et se transforme en Commandement du transport aérien militaire (COTAM).